# Гайяр, Луи
Луи Анри Пьер Гайяр (фр. Louis Henri Pierre Galliard; 13 сентября 1912, Сен-Кантен-Фаллавье — 10 июня 1996, Ла-Тронш) — французский легкоатлет, выступавший в беге на средние дистанции и барьерном беге. Участник летних Олимпийских игр 1936 года.

## Биография
Луи Гайяр родился 13 сентября 1912 года во французском городе Сен-Кантен-Фаллавье.
Выступал в легкоатлетических соревнованиях за «Гренобль».
В 1936 году вошёл в состав сборной Франции на летних Олимпийских играх в Берлине. В беге на 400 метров с барьерами занял в четвертьфинале 5-е место, показав результат 56,4 секунды и уступив 1,6 секунды попавшему в полуфинал со 2-го места Дэйлу Шофилду из США. Также был заявлен в эстафете 4х400 метров, но не вышел на старт.
Умер 10 июня 1996 года во французском городе Ла-Тронш.

## Личный рекорд
- Бег на 400 метров с барьерами — 54,2 (1936)[2]